# ホセ・ボルダラス
ホセ・ボルダラス・ヒメネス（José Bordalás Jiménez、1964年3月5日 - ）は、スペイン・アリカンテ出身の元サッカー選手、現サッカー指導者。ポジションはフォワード。

## 選手経歴
バレンシア州アリカンテに生まれた。サッカー選手としては大成せず、12年の選手生活において4部以上のカテゴリーでプレーしたことがなかった。1980年にエルクレスCFとプロ契約を結んだが、エルクレスでは1試合もプレーできずにクラブを退団し、その後はアマチュア選手としてキャリアを全うした。

## 指導者経歴
現役引退後すぐに指導者の道に進んだ。初めて監督として仕事を貰ったのは、地元アリカンテCFのBチームのポストだった。そこでの手腕が評価され、翌年トップチームの監督に昇格した。
3年後の1998年、いくつかのクラブを経て再びアリカンテCFの監督に再任した。ここでは在籍3シーズンでクラブを5部から3部に押し上げた。この活躍から当時2部のエルクレスCFに引き抜かれたものの、シーズン開幕からわずか7試合で解任された。
2007-08シーズンは、当時3部に在籍していたCDアルコヤーノの監督を務めた。ここでアルコヤーノを昇格プレーオフにまで導いたが、プレーオフで敗退し、アルコヤーノの監督を辞任した。辞任後すぐに2部のエルチェCF監督に就任した。
ADアルコルコンで監督を務めた後、2015年6月11日、デポルティーボ・アラベスの監督に就任した。アラベスではクラブを10シーズンぶりの1部昇格に導き、同時にセグンダ・ディビシオン優勝を果たした。しかし、約1年後の2016年6月21日に解任された。
2016年9月、2部のヘタフェCFに雇われ、同チームの監督になった。フアン・エスナイデルの後任である。ここでもまたヘタフェを昇格プレーオフに導き、プレーオフ決勝でCDテネリフェを3-2で破って1部昇格を決めた。1部1年目は、昇格クラブとしては望外の8位フィニッシュを飾り、UEFAチャンピオンズリーグ出場権獲得まであと一歩まで迫った。この活躍が評価され、ラ・リーガ最優秀監督に贈られるミゲル・ムニョス賞を獲得。以降2020-21シーズン終了まで監督を務め、2021年5月26日に退任した。
2021年5月27日、バレンシアCFの監督に就任したことが発表された。就任後はチームの守備意識を改善させ、ラ・リーガでは9位、コパ・デル・レイではレアル・ベティスとの決勝まで進出し、タイトル獲得まで後一歩というところでPK戦によってタイトルを逃した。2022年6月3日、成績不振などを理由に解任された。
2023年4月29日、降格を争っていた古巣ヘタフェCFに監督として復帰した。

## 監督成績
2022年6月4日現在
| クラブ       | 国           | 就任           | 退任           | 記録  | 記録 | 記録 | 記録 | 記録  | 記録  | 記録 | 記録   |
| クラブ       | 国           | 就任           | 退任           | 試    | 勝   | 分   | 敗   | 得    | 失    | 差   | 勝率   |
| ------------ | ------------ | -------------- | -------------- | ----- | ---- | ---- | ---- | ----- | ----- | ---- | ------ |
| アリカンテB  | スペインの旗 | 1993年7月1日   | 1994年6月30日  | 38    | 26   | 9    | 3    | 92    | 21    | +71  | 068.42 |
| アリカンテ   | スペインの旗 | 1994年6月30日  | 1995年7月1日   | 38    | 13   | 13   | 12   | 53    | 45    | +8   | 034.21 |
| ベニドルム   | スペインの旗 | 1995年7月1日   | 1996年6月30日  | 40    | 11   | 13   | 16   | 35    | 53    | −18  | 027.50 |
| エルデンセ   | スペインの旗 | 1996年6月30日  | 1997年5月19日  | 40    | 17   | 11   | 12   | 64    | 41    | +23  | 042.50 |
| ムシャビスタ | スペインの旗 | 1997年6月2日   | 1998年6月30日  | 26    | 23   | 2    | 1    | 102   | 17    | +85  | 088.46 |
| アリカンテ   | スペインの旗 | 1998年6月30日  | 2002年7月1日   | 162   | 102  | 31   | 29   | 331   | 135   | +196 | 062.96 |
| ノベルダ     | スペインの旗 | 2002年12月23日 | 2003年6月30日  | 21    | 6    | 9    | 6    | 18    | 21    | −3   | 028.57 |
| アリカンテ   | スペインの旗 | 2004年3月15日  | 2006年2月13日  | 78    | 42   | 20   | 16   | 122   | 58    | +64  | 053.85 |
| エルクレス   | スペインの旗 | 2006年2月13日  | 2006年10月11日 | 27    | 11   | 4    | 12   | 23    | 28    | −5   | 040.74 |
| アルコヤーノ | スペインの旗 | 2007年10月15日 | 2009年7月19日  | 74    | 33   | 24   | 17   | 100   | 70    | +30  | 044.59 |
| エルチェ     | スペインの旗 | 2009年10月5日  | 2012年4月8日   | 118   | 52   | 30   | 36   | 171   | 130   | +41  | 044.07 |
| アルコルコン | スペインの旗 | 2012年6月26日  | 2013年6月19日  | 46    | 22   | 7    | 17   | 63    | 63    | +0   | 047.83 |
| アルコルコン | スペインの旗 | 2014年2月5日   | 2015年6月8日   | 61    | 21   | 22   | 18   | 67    | 67    | +0   | 034.43 |
| アラベス     | スペインの旗 | 2015年6月11日  | 2016年6月21日  | 44    | 22   | 12   | 10   | 51    | 38    | +13  | 050.00 |
| ヘタフェ     | スペインの旗 | 2016年9月27日  | 2021年5月26日  | 186   | 78   | 53   | 55   | 246   | 208   | +38  | 041.94 |
| バレンシア   | スペインの旗 | 2021年5月27日  | 2022年6月3日   | 46    | 17   | 17   | 12   | 62    | 58    | +4   | 036.96 |
| 通算         | 通算         | 通算           | 通算           | 1,071 | 501  | 284  | 286  | 1,600 | 1,053 | +547 | 046.78 |

## タイトル

### 監督
アラベス
- セグンダ・ディビシオン : 1回 (2015-16)[5]

個人
- ミゲル・ムニョス賞 : 1回 (2018-19)[14]
- UEFA選手ラ・リーガ最優秀監督 : 1回 (2018-19)[15]